# Инженер-капитан 3-го ранга
Инженер-капитан 3-го ранга (после 1971 года — капитан-инженер 3-го ранга) — воинское звание в Рабоче-Крестьянском Красном флоте СССР, а затем в Военно-морских силах СССР для старшего инженерно-технического состава.
Выше инженер-капитан-лейтенанта и ниже инженер-капитана 2-го ранга. Соответствует званиям майор и батальонный комиссар, старший лейтенант государственной безопасности; аналог воинского звания капитан 3-го ранга в советском, российском и иностранных военно-морских флотах.